# Odprto prvenstvo Avstralije 2016
Odprto prvenstvo Avstralije 2016 je sto četrti teniški turnir za Grand Slam, ki je potekal med 18. in 31. januarjem 2016 v Melbournu.

## Rezultati

### Moški posamično
- Novak Đoković :  Andy Murray, 6–1, 7–5, 7–6(7–3)

### Ženske posamično
- Angelique Kerber :  Serena Williams, 6–4, 3–6, 6–4

### Moške dvojice
- Jamie Murray /  Bruno Soares :  Daniel Nestor /  Radek Štěpánek, 2–6, 6–4, 7–5

### Ženske dvojice
- Martina Hingis /  Sania Mirza :  Andrea Hlaváčková /  Lucie Hradecká, 7–6(7–1), 6–3

### Mešane dvojice
- Jelena Vesnina /  Bruno Soares :  Coco Vandeweghe /  Horia Tecău, 6–4, 4–6, [10–5]